# Léon Tisserand
Léon Tisserand (nieznane daty urodzenia i śmierci) – francuski pływak i piłkarz wodny, uczestnik Letnich Igrzysk Olimpijskich 1900 w Paryżu.
Wraz z drużyną Tritons Lillois wziął udział w turnieju piłki wodnej. Odpadli w pierwszej rundzie, przegrywając 0:12 z Osborne Swimming Club. Indywidualnie startował w pływaniu podwodnym, gdzie zajął 5. miejsce z wynikiem 109,5 punktów.